# Ferwerderadeel

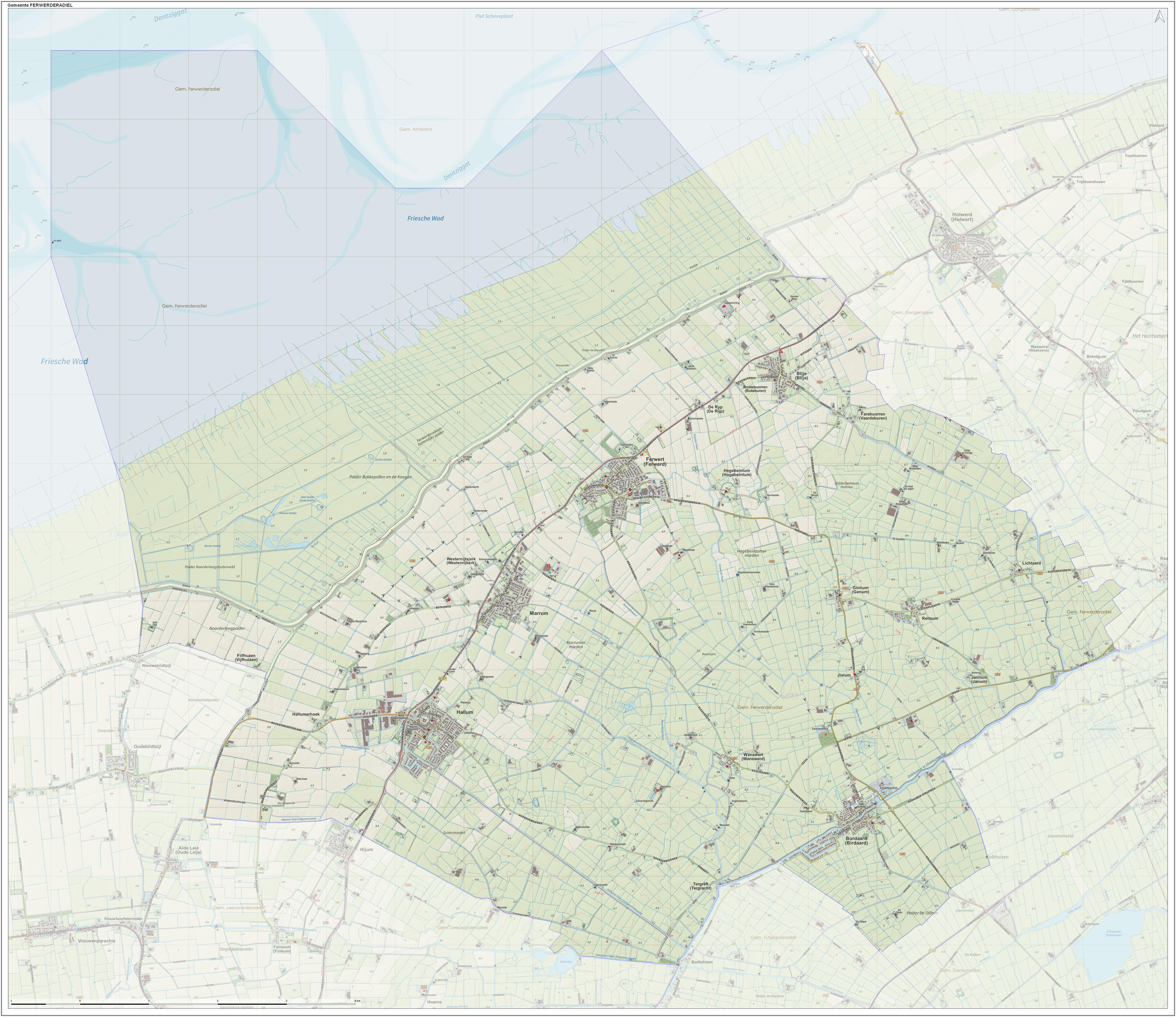
Topografische gemeentekaart van Ferwerderadeel, september 2017

Ferwerderadeel (uitspraakⓘ) (officieel, Fries: Ferwerderadiel (uitspraakⓘ)) was een gemeente in de Nederlandse provincie Friesland. Sinds 1999 was de officiële naam van de gemeente het Friestalige Ferwerderadiel. Op 1 januari 2019 is de gemeente samen met Dongeradeel en Kollumerland en Nieuwkruisland gefuseerd tot Noardeast-Fryslân. De gemeente telde in dat jaar circa 8.800 inwoners op een oppervlakte van 133,18 km².

## Kernen
De gemeente Ferwerderadeel telde twaalf officiële kernen (dorpen). De hoofdplaats was Ferwerd.
De dorpen in de voormalige gemeente hebben sinds 1999 alleen de Friestalige plaatsnaamaanduidingen als de officiële namen. De plaatsnaamborden waren in de hele gemeente eentalig Fries. Voor de fusiegemeente Noardeast-Fryslân was hierin geen verandering gekomen.

### Dorpen
Aantal inwoners per woonkern op 1 januari 2014:
Bron: Website gemeente Ferwerderadeel

### Buurtschappen
Naast deze officiële kernen bevonden zich in de gemeente de volgende buurtschappen:
| - Bartlehiem (*) (deels) - Boteburen (Boatebuorren) - De Rijp (De Ryp) | - Hallumerhoek (Hallumerhoeke) - Oosterbeintum (Easterbeintum) - Tergracht (Tergrêft) (deels) | - Vaardeburen (Farebuorren) - Vijfhuizen (Fiifhuzen) - Westernijkerk (Westernijtsjerk) |

(*) Bartlehiem lag gedeeltelijk ook in de gemeenten Leeuwarden en Tietjerksteradeel. In die laatste gemeente ligt het grootste deel en wordt het als officiële kern gerekend.

## Foto's

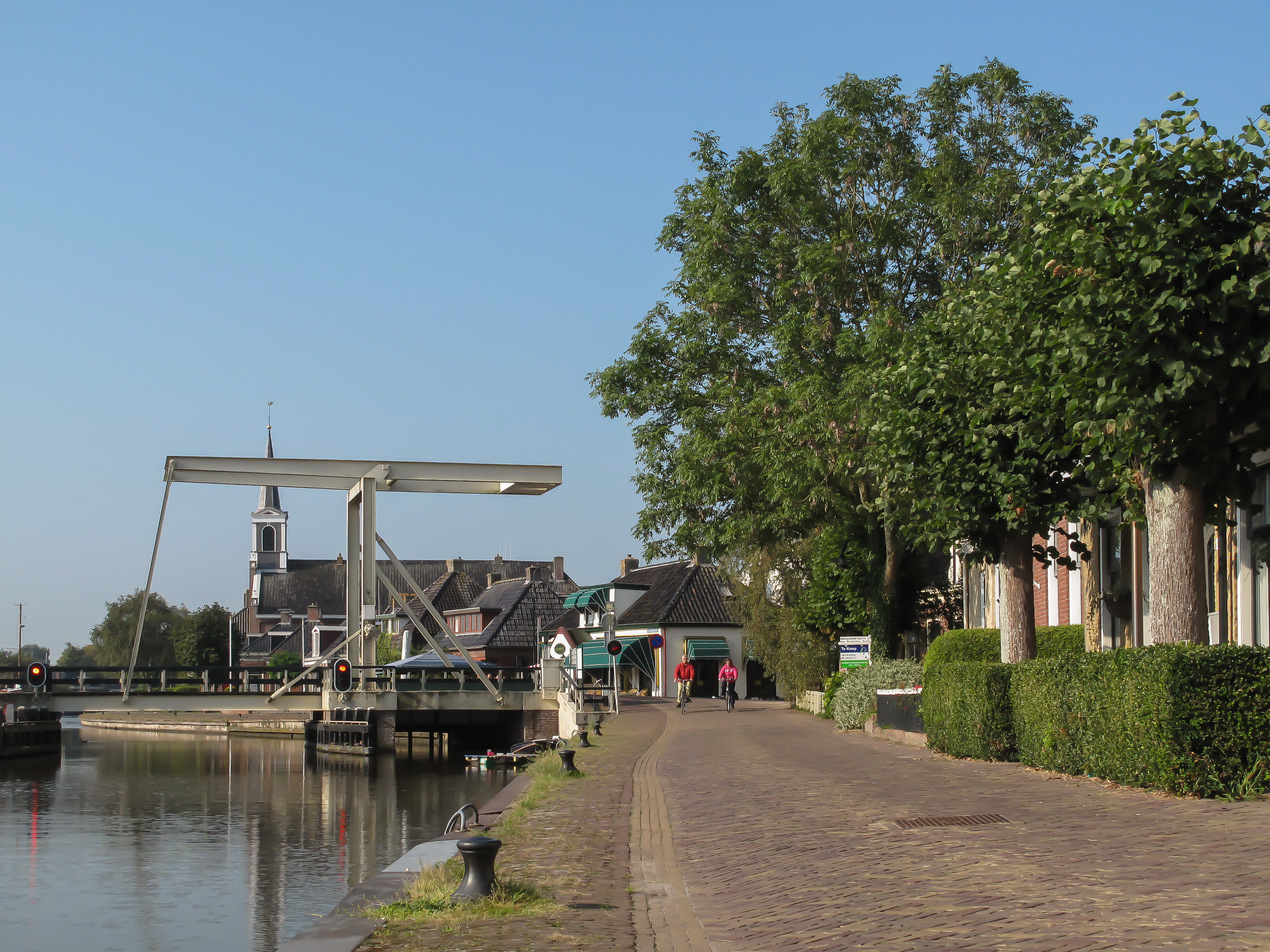
Birdaard, ophaalbrug met kerk
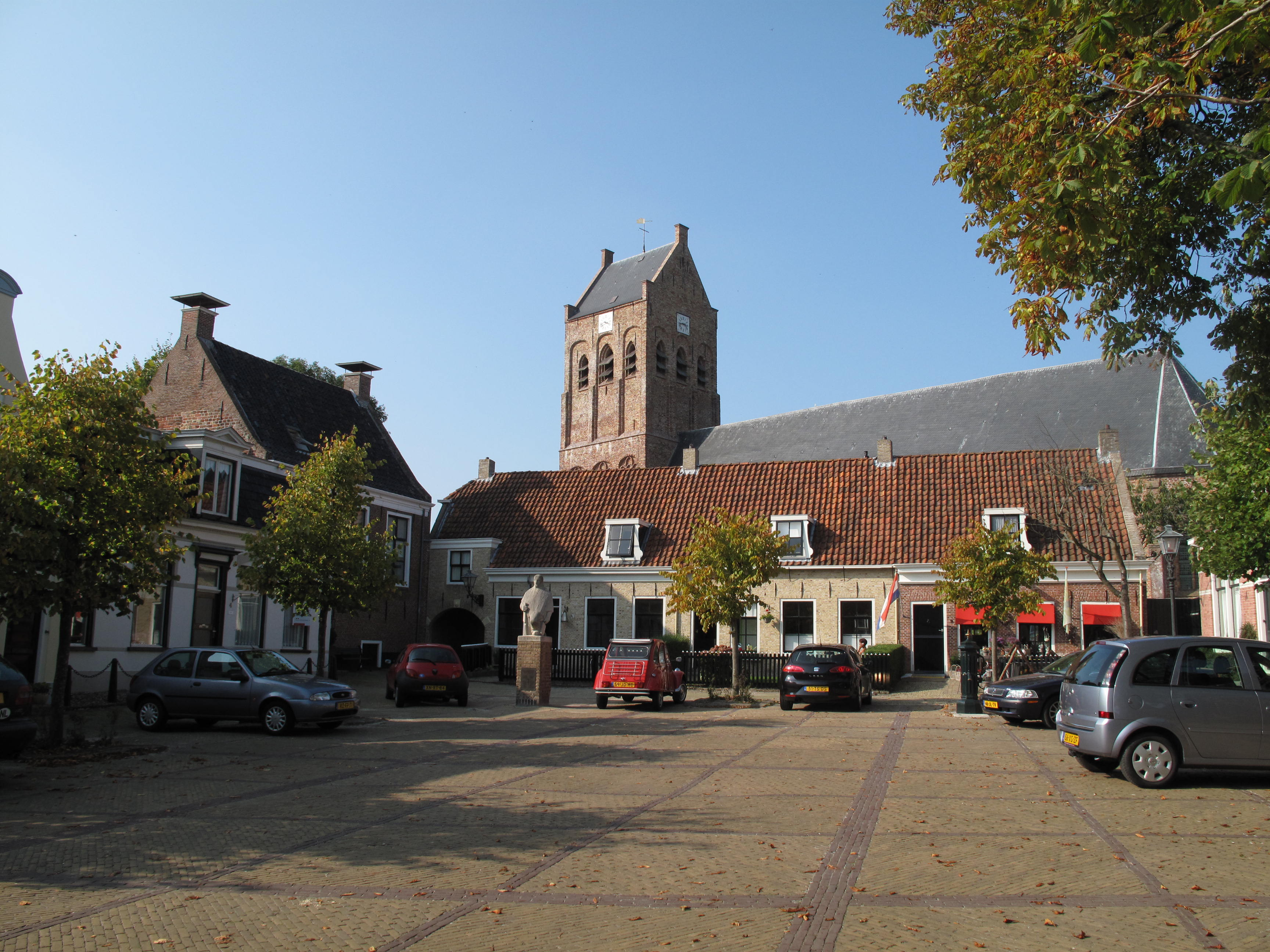
Ferwerd, Vrijhof en Sint-Martinuskerk
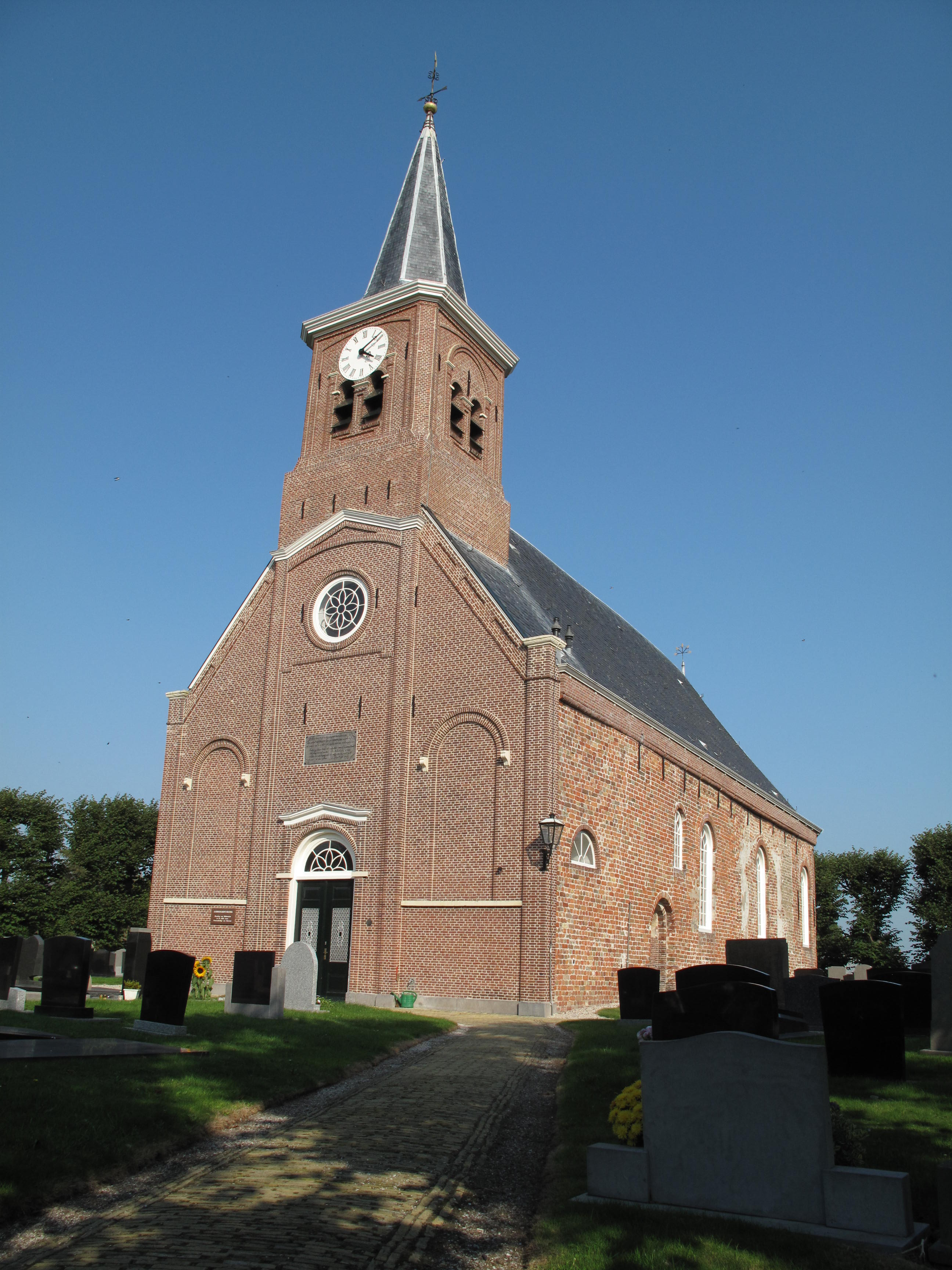
Marrum, de hervormde Godeharduskerk
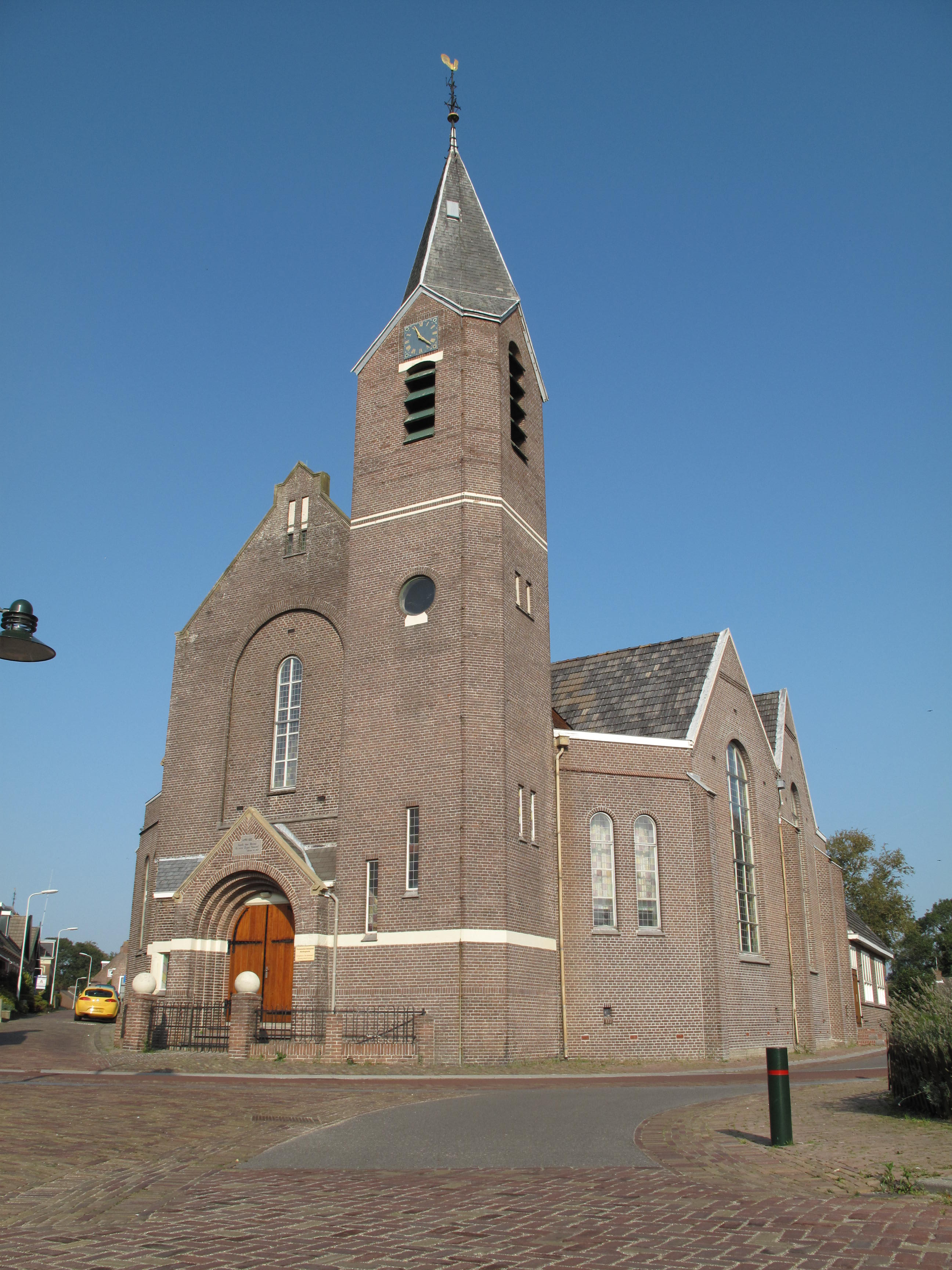
Hallum, de gereformeerde kerk De Hoeksteen

## Gemeenteraad
Hieronder staat de samenstelling van de gemeenteraad sinds 1998:
| CDA              | 5  | 5  | 4  | 4  | 4  |
| FNP              | 1  | 1  | 2  | 3  | 3  |
| Gemeentebelangen | 3  | 3  | 2  | 2  | 3  |
| PvdA             | 2  | 2  | 3  | 2  | 1  |
| ChristenUnie     | 1  | 1  | 1  | 1  | 1  |
| VVD              | 1  | 1  | 1  | 1  | 1  |
| Totaal           | 13 | 13 | 13 | 13 | 13 |

## Bestuurlijke toekomst
Eén keer eerder is er sprake geweest van het samenvoegen van Ferwerderadeel. In 1979 stelde Gedeputeerde Staten van Friesland voor om de gemeente samen te voegen met de gemeente Leeuwarderadeel tot de nieuwe bestuursentiteit Noarderâldlân. De plannen van Gedeputeerde Staten werd echter door toenmalig minister van Binnenlandse Zaken Hans Wiegel in 1980 gedeeltelijk overgenomen: tot een fusie tussen de twee is het niet gekomen.

### Ambtelijke- en bestuurlijke fusie
Op 23 maart 2016 nam de gemeenteraad het besluit voor een bestuurlijke fusie (herindeling). Nadat Dantumadeel besloot op 29 maart 2016 de bestuurlijke fusie niet aan te gaan, werd er gewerkt aan een nieuwe DFK-gemeente per 1 januari 2019. Op 1 januari 2017 werden de ambtelijke organisaties van Dongeradeel, Dantumadeel, Ferwerderadeel en Kollumerland en Nieuwkruisland gefuseerd tot één gemeenschappelijke regeling in Noordoost-Friesland. Op 1 januari 2019 is Ferwerderadeel samen met Dongeradeel en Kollumerland en Nieuwkruisland gefuseerd tot een nieuwe gemeente. Deze gemeente heet, overeenkomstig de besluiten van 30 maart 2017, Noardeast-Fryslân.

## Aangrenzende gemeenten
| Aangrenzende gemeenten | Aangrenzende gemeenten | Aangrenzende gemeenten | Aangrenzende gemeenten | Aangrenzende gemeenten |
| ---------------------- | ---------------------- | ---------------------- | ---------------------- | ---------------------- |
|                        |                        | Ameland (over zee)     |                        |                        |
|                        |                        |                        |                        |                        |
| Waadhoeke              | Dongeradeel            |                        |                        |                        |
|                        |                        |                        |                        |                        |
| Leeuwarden             |                        | Tietjerksteradeel      |                        | Dantumadeel            |